# Consell Comarcal del Bierzo
El Consell Comarcal del Bierzo (gallec Consello Comarcal do Bierzo) és la institució pública local encarregada del govern i administració de la comarca del Bierzo, l'única reconeguda per Llei en la Comunitat Autònoma de Castella i Lleó a causa de les pecularitats geogràfiques, històriques, socials i econòmiques que la diferencien de la resta de la comunitat autònoma. Els municipis inclosos són Arganza, Balboa, Barjas, Bembibre, Benuza, Berlanga del Bierzo, Borrenes, Cabañas Raras, Cacabelos, Camponaraya, Candín, Carracedelo, Carucedo, Castropodame, Congosto del Bierzo, Corullón, Cubillos del Sil, Fabero, Folgoso de la Ribera, Igüeña, Molinaseca, Noceda del Bierzo, Oencia, Palacios del Sil, Páramo del Sil, Peranzanes, Ponferrada, Priaranza del Bierzo, Puente de Domingo Flórez, Sancedo, Sobrado, Toral de los Vados, Toreno, Torre del Bierzo, Trabadelo, Vega de Espinareda, Vega de Valcarce i Villafranca del Bierzo.

Municipis de la Comarca del Bierzo

La Llei 17/2010, de 20 de març Arxivat 2012-06-21 a Wayback Machine., va modificar la Llei aprovada en 1991 per la qual es crea i regula la Comarca del Bierzo.
La Comarca va començar formada per 37 membres, i se li afegí posteriorment el municipi de Palacios del Sil. Els símbols que representen al Bierzo són la Bandera i l'escut del Bierzo aprovats el 14 d'abril de 2000 pel Ple del Consell Comarcal del Bierzo.

## Presidents
Des del 12 de juliol de 2015 presideix la institució Gerardo Álvarez Courel (PSOE), regidor de Bembibre i com a vicepresident Iván Alonso (Coalición por El Bierzo) regidor de Ponferrada. El van precedir en el càrrec Alfonso Arias (PP), José Luis Ramón (PSOE), Ricardo González Saavedra (PSOE), Jesús Esteban (PSOE), Rita Prada (PSOE) i Francisco Alfonso (PSOE).